# Aquamarine
Pour plus de détails, voir Fiche technique et Distribution.
Aquamarine est un film américano-australien réalisé par Elizabeth Allen, sorti en 2006.
Dans la distribution, on trouve Sara Paxton qui y tient le rôle principal, Emma Roberts, Arielle Kebbel et JoJo. Le film est sorti en Amérique du Nord le 3 mars 2006. Il est l'adaptation d'un livre pour enfant d'Alice Hoffman.

## Synopsis
Claire et Hailey sont les meilleures amies du monde. Lorsqu'elles découvrent une sirène, Aquamarine, échouée dans la ville de Floride où Claire vit avec ses grands-parents, c'est le début d'une incroyable aventure.
Aqua s'est enfuie de chez elle pour échapper à un mariage forcé. Elle rêve du grand amour et si elle parvient à prouver à son père qu'il existe, alors il la libérera de son engagement. Mais elle n'a que trois jours pour y parvenir. Claire et Hailey vont tout faire pour l'aider… En échange, Aqua leur promet de réaliser leur vœu le plus cher : faire en sorte que ce week-end ne soit pas leur dernier ensemble, puisque Hailey doit déménager en Australie…
Pour les trois amies, il y a urgence. Aqua a repéré Raymond Calder, le maître-nageur du Capri Club mais elle va découvrir que trouver le grand amour n'a pas grand-chose à voir avec ce qui est écrit dans les magazines.

## Fiche technique
- Titre original, français et québécois : Aquamarine
- Réalisation : Elizabeth Allen
- Scénario : John Quaintance et Jessica Bendinger
- D'après le roman de Alice Hoffman
- Producteur : Susan Cartsonis
- Musique : David Hirschfelder
- Montage : Jane Moran
- Genre : Comédie romantique fantastique
- Format : 35 mm - couleur
- Durée : 104 min
- Pays :  États-Unis -  Australie
- Langue : anglais
- Dates de sortie :
  - États-Unis : 26 février 2006 (Los Angeles, California) (première) ; 3 mars 2006
  - Belgique : 10 mai 2006
  - France : 14 juin 2006

## Distribution
- Emma Roberts (VFB : Claire Tefnin ; VQ : Sarah-Jeanne Labrosse) : Claire
- Joanna Levesque (VFB : Marielle Ostrowski ; VQ : Charlotte Mondoux) : Hailey
- Sara Paxton (VFB : Sophie Landresse ; VQ : Catherine Bonneau) : Aquamarine
- Arielle Kebbel (VFB : Marie-Noëlle Hébrant ; VQ : Geneviève Désilets) : Cecilia Banks
- Jake McDorman (VFB : Bruno Mullenaerts ; VQ : Nicholas Savard L'Herbier) : Raymond
- Claudia Karvan (VFB : Monia Douieb) : Ginny
- Bruce Spence : Leonard
- Tammin Sursok (VFB : Maia Baran) : Marjorie
- Roy Billing : Bob
- Julia Blake (VFB : Louise Rocco) : Maggie
- Shaun Micallef (VFB : Jean-Marc Delhausse ; VQ : Luis de Cespedes) : Storm Banks
- Lulu McClatchy (VFB : Louise Rocco) : Bonnie
- Natasha Cunningham : Patty
- Dichen Lachman : Beth-Ann
- Lincoln Lewis : Theo

Source et légende : Version française réalisé en Belgique (VFB) sur Voxofilm et Version québécoise (VQ) sur Doublage Québec.

## Bande originale
1. Nikki Cleary – Summertime Guys
2. BodyRockers – I Like the Way You Move
3. Courtney Jaye – Can't Behave
4. Mandy Moore – One Way or Another
5. Cheyenne Kimball – One Original Thing
6. Nikki Flores – Strike
7. stellastarr* – Sweet Troubled Soul
8. Atomic Kitten – Right Now
9. Teddy Geiger – Gentleman
10. Teitur – One and Only
11. Sara Paxton – Connected
12. Jonas Brothers – Time For Me To Fly
13. Emma Roberts – Island in the Sun